# Kastilien

Kastiliens flagga.

Kastilien är den historiska region i Spanien där bland annat Madrid idag ligger. Namnet kommer av de många borgar (spanska: Castillos) som ligger där. 
Kastilien är känt som ett särskilt grevskap sedan 923, då det tillhörde kungariket Leon. Under Sancho III av Pamplona gjordes det till ett eget kungarike, vilket han gav i arv åt sin son Ferdinand, som återförenade det med León. Föreningen blev ej bestående. Under det följande århundradet bestämdes Kastiliens historia av växlande inre och yttre stridigheter. Söderut vidgades Kastilien under senare delen av 1000-talet till att även omfatta Nya Kastilien, sedan Toledo och Talavera de la Reina erövrats från kalifatet Córdoba. Med övriga kristna stater på Pyreneiska halvön befann sig Kastilien omväxlande i krig, förbund och tillfälliga unioner. År 1217 förenades Kastilien definitivt med León under Ferdinand den helige. Från slutet av 1300-talet drogs Kastilien in i det fransk-engelska hundraårskrigets diplomatiska sfär. Med tronpretendenten Henrik av Trastámaras seger över Pedro den grymme 1369 och följande besittningstagande av landet segrade den på Frankrike stödda falangen i landet. Henriks ättlingar regerade Kastilien i 100 år, tills med arvprinsessan Isabellas giftermål 1469 med Ferdinand II av Aragonien, det nuvarande spanska riket grundlades.
Det medeltida Kastilien var en splittrad feodalstat med svag kungamakt. Det enande elementet utgjordes av städerna, som genom konfederationer understödde kungarna i inre tvister. Adeln spelade dock en dominerande roll på ständerförsamlingarna och vid de ofta förekommande tronstridigheterna.